# Soko J-21 Jastreb
El Soko J-21 Jastreb es un avión de ataque y reconocimiento monoplaza diseñado y construido en la antigua República Socialista Federal de Yugoslavia en los años 1960. En apariencia es muy semejante al entrenador G-2 Galeb o a la variante de éste de ataque ligero. Este modelo fue construido por la firma SOKO, en la ciudad de Mostar (hoy día parte de Bosnia y Herzegovina), hasta el fin de los años 1980.

## Variantes
- J-1 Jastreb : Asiento simple, aeronave de ataque ligero y reconocimiento.
- J-1E : Variante de exportación para Libia.
- RJ-1 : Asiento simple, aeronave de reconocimiento táctico.
- RJ-1E : Variante de exportación del RJ-1 Jastreb.
- JT-1 : Asiento doble, aeronave de entrenamiento.

## Operadores

### Actuales
Libia
- Fuerza Aérea Libia Libre - 2 capturados por los rebeldes el día 25 de febrero de 2011.

### Anteriores
Croacia
- Fuerza Aérea de Croacia

 Libia
- Fuerza Aérea Libia - 34 aviones.

 Yugoslavia
- Fuerza Aérea de la República Federal Socialista Yugoslava

 Zaire 
- Fuerza Aérea de Zaire. 3 J-21.[cita requerida]

## Historia operacional

### Guerra en los Balcanes
Cuando se diseñaron por primera vez en la década de 1960, fueron utilizados principalmente por la Fuerza Aérea Yugoslava como entrenador; el J-21 también fue utilizado como un avión de reconocimiento / espionaje en la ex Fuerza Aérea Yugoslava. Después de la ruptura del país muchos de J-21 se pasaron a la República Srpska y la República Federal de Yugoslavia, en los que algunos fueron desplegados en combate en las guerras yugoslavas de 1991-1995. Durante la Guerra Croata de Independencia en el 21 de septiembre de 1991, dos Jastreb volaban sobre la ciudad de Šibenik. Soldados croatas abrieron fuego contra los aviones. Un J-21 fue derribado por un a Strela 2M SAM, el otro avión escapó.[cita requerida]
En los primeros años de las guerras de Yugoslavia, especialmente en Bosnia-Herzegovina, los J-21 Jastreb fueron usados por la fuerza aérea de la Republika Srpska, los cuales fueron substituidos por cazas de la OTAN sobre Bosnia-Herzegovina.

## Especificaciones (J-1)
Referencia datos: Jane's All The World's Aircraft 1982–83

### Características generales
- Tripulación: 2
- Longitud: 10,34 m
- Envergadura: 11,62 m
- Altura: 3,28 m
- Superficie alar: 19,43 m²
- Peso vacío: 2.620 kg
- Peso cargado: 3.374 kg
- Peso máximo al despegue: 4.300 kg (misión de ataque)
- Planta motriz: 1× turborreactor DMB (bajo licencia de Rolls Royce/Bristol Siddeley) Viper ASV.11 Mk 22-6.
  - Empuje normal: 11,1 kN (1134 kgf; 2500 lbf) de empuje.
- Capacidad de combustible: 780 kg internos y hasta 340 kg en tanques lanzables de punta alar

### Rendimiento
- Velocidad máxima operativa (Vno): 812 km/h a 6.200 m de altitud
- Velocidad crucero (Vc): 730 km/h a 6.000 m
- Velocidad de entrada en pérdida (Vs): 158 km/h (98 MPH; 85 kt) con flaps y aerofrenos desplegados
- Alcance: 1240 km (670 nmi; 771 mi)
- Alcance en combate: 1.520 km
- Techo de vuelo: 12.000 m
- Régimen de ascenso: 1,260 m/min 4,134 ft/min

### Armamento
- Ametralladoras: 2× ametralladoras de calibre 12,7 mm en el morro
- Puntos de anclaje: 4 pilones subalares con una capacidad de 300 kg, para cargar una combinación de:  
  - Bombas: Hasta 300 kg
  - Cohetes: Hasta 300 kg

### Desarrollos relacionados
- Soko G-2 Galeb